# Acontia spangbergi
Acontia spangbergi är en fjärilsart som beskrevs av Aurivillius 1879. Acontia spangbergi ingår i släktet Acontia och familjen nattflyn. Inga underarter finns listade i Catalogue of Life.